# 나자와 사자

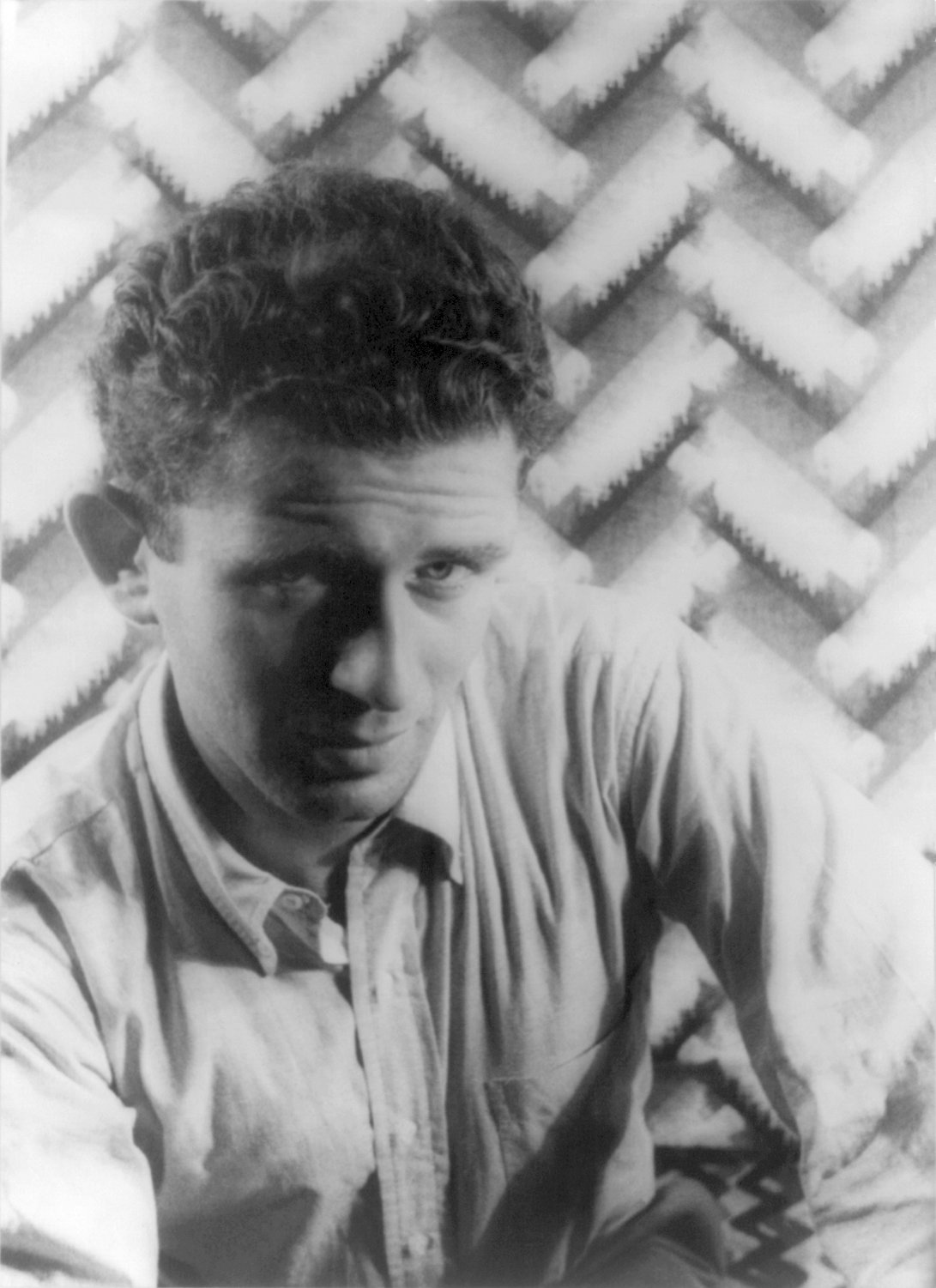

《나자와 사자(The Naked and the Dead)》(1948)는 노먼 메일러의 장편소설이다. 제2차 대전에 참가한 메일러는 전후 일본 지바현(千葉縣)에 주둔했다. 이 작품은 그동안에 구상된 것으로, 가공적인 남태평양의 섬 아노포페이를 무대로, 커밍스 장군이 인솔하는 사단이 일본군을 괴멸(壞滅)시키는 이야기이다. 그 격전 속에서 권력자 커밍스 장군, 지배욕에 사로잡힌 클로프트 중사를 비롯하여 비인도적인 군대조직을 폭로, 전쟁의 잔학성(殘虐性)을 실감있게 포착한 전쟁문학의 최고 걸작으로서 온 세계의 주목을 받았다. "미국은 잠재적 에너지를 전쟁으로써 해결하려고 하지만, 병사는 누구 하나도 전쟁을 인정하지 않는다. 국가적 폭력에 의한 강박관념(强迫觀念)만이 있을 뿐이다"라고 설파하고 있다.